# Betheln
Betheln er en by og kommune i det centrale Tyskland med godt 1.000 indbyggere (2012), beliggende under Landkreis Hildesheim i den sydlige del af delstaten Niedersachsen. 1. november 2016 blev  Betheln sammenlagt til  en ny kommune med navnet Gronau (Leine). Den var  en del af amtet (Samtgemeinde) Gronau.

## Geografi
Betheln ligger øst for byen Elze mellem naturparkerne Naturpark Weserbergland Schaumburg-Hameln og Harzen, ved den vestlige ende af Hildesheimer Wald.
I kommunen findes tre landsbyer og bebyggelser: Betheln, Eddinghausen, og det tidligere Benediktinerkloster Haus Escherde.